# Dick Schulz
Pour les articles homonymes, voir Schulz.
Richard A. « Dick » Schulz, né le 3 janvier 1917, décédé le 26 juin 1998, est un joueur américain de basket-ball. Il évolue durant sa carrière aux postes d'arrière et d'ailier.

## Palmarès
- Champion NBL 1943
- Champion BAA 1948